# Kyril Bulharský
Kyril Bulharský (* 11. července 1964, Madrid) je syn bývalého bulharského cara Simeona II. a jeho manželky Margarity Gómez-Acebo y Cejuela a kníže z Preslavi.

## Život
Narodil se 11. července 1964 v Madridu jako syn bývalého bulharského cara Simeona II. a jeho manželky Margarity Gómez-Acebo y Cejuela. Roku 1986 dokončil svá studia na Princetonské univerzitě, kde získal bakalářský titul z fyziky.
Oženil se s Maríí del Rosario Nadal y Fuster de Puigdórfila, dcerou průmyslníka Miguela Nadal y Bestarda a jeho manželky Isabel Fuster de Puigdórfila y Villalonga, která je dcerou Joaquína Fustera de Puigdórfila y Zaforteza, 9. hraběte z Olocau. Církevní sňatek proběhl v kapli svaté Anny v Almudainském paláci. Svatby se také zúčastnili král Juan Carlos I., královna Sofie, infantka Elena, infantka Cristina a Filip, kníže Asturie. Spolu mají tři děti:
- princezna Mafalda-Cecilia Preslavska (nar. 27. července 1994)
- princezna Olimpia Preslavska (nar. 14. prosince 1995)
- princ Tassilo Preslavski (nar. 20. ledna 2002)

Kyrilova manželka María by měla být oslovována jako kněžna z Preslavi, ale většina médií ji označuje jako "Rosario Nadal". María není rozenou princeznou, jen potomkem hrabat z Olocau a aztéckého vládce Montezumy II.
Pár se zúčastnil svatby princezny Viktorie Švédské. Je kmotrem prince Aristidise-Stavrose Řeckého a Dánského, syna korunního prince Pavla.
Roku 2009 se rozvedli.